# Federação de Voleibol da Guiana
A Federação de Voleibol da Guiana (em inglêsː Guyana Volleyball Federation - GVF) é a entidade que governa a pratica de voleibol na Guiana. Sendo membro da Federação Internacional de Voleibol (FIVB), esta federação é a responsável pela organização dos campeonatos masculino e feminino deste esporte no país. Sua fundação é datada de 1966.